# Gil Burón
Gil Giovanni Burón Morales (Ciudad de México, México, 11 de junio de 1994) es un futbolista mexicano que juega en la demarcación de defensa

## Trayectoria
Se inició en las fuerzas básicas del Club América donde hizo su debut desde las categorías sub-17 y sub-20 y jugó partidos de la Copa México, hasta que jugó de modo oficial en la primera división  en la derrota de su club frente a Tigres UANL de 1-0 correspondiente a la jornada uno del torneo apertura 2013 del fútbol mexicano.
Para el clausura 2014 se fue a préstamo por seis meses con el Querétaro Fútbol Club donde jugó 9 partidos todos como titular.
Para el Apertura 2014 estuvo de regreso con el América pero jugando el torneo de copa tanto para las águilas como para gallos.

### Clubes
| Club                    | País                | Año             | Partidos | Goles | Media |
| ----------------------- | ------------------- | --------------- | -------- | ----- | ----- |
| Club América            | México              | 2013            | 4        | 0     | 0     |
| Querétaro Fútbol Club   | México              | 2014            | 16       | 0     | 0     |
| Club América            | México              | 2014            | 4        | 2     | 0.5   |
| Querétaro Fútbol Club   | México              | 2015            | 12       | 0     | 0     |
| Club América            | México              | 2015 - 2017     | 11       | 0     | 0     |
| Murciélagos Fútbol Club | México              | 2018            | 14       | 0     | 0     |
| Tuxtla Fútbol Club      | México              | 2019            | 29       | 0     | 0     |
| Cruz Azul Hidalgo       | México              | 2019            | 8        | 0     | 0     |
| Club León               | México              | 2020 - 2022     | 14       | 0     | 0     |
| Total en su carrera     | Total en su carrera | 2013 - Presente | 104      | 2     | 0.02  |

## Selección nacional

### Categorías menores
Sub-23
Recibió el llamado a la Selección de México por Raúl "El Potro" Gutiérrez para defender los colores mexicanos en la competencia de fútbol masculino de los Juegos Centroamericanos y del Caribe Veracruz 2014.

## Palmarés

### Torneos nacionales
| Título                     | Club         | País   | Año  |
| -------------------------- | ------------ | ------ | ---- |
| Primera División de México | Club América | México | 2014 |
| Primera División de México | Club León    | México | 2020 |

### Títulos internacionales
| Título                  | Club         | País   | Año     |
| ----------------------- | ------------ | ------ | ------- |
| Concacaf Liga Campeones | Club América | México | 2015-16 |

Otros logros
- Subcampeón del Torneo Apertura 2013 con América.
- Subcampeón del Torneo Clausura 2015 con Querétaro F.C..